# Урез (приток Тартаса)
Урез — река в Новосибирской области России. Исток реки находится в озере Соскуль. Устье реки находится в 140 км по левому берегу реки Тартас. Длина реки составляет 82 км.
На реке стоит одноимённая деревня.

## Данные водного реестра
По данным государственного водного реестра России относится к Иртышскому бассейновому округу, водохозяйственный участок реки — Омь, речной подбассейн реки — Омь. Речной бассейн реки — Иртыш.